# Conilhac-de-la-Montagne
Conilhac-de-la-Montagne [kɔnijak də la mɔ̃taɲ]  est une commune française, située dans le département de l'Aude en région Occitanie.   
Ses habitants sont appelés les Conilhaciens.

## Géographie

### Localisation
Conilhac-de-la-Montagne est une commune située dans les Pré-Pyrénées en haute vallée de l’Aude.

### Communes limitrophes
| Bouriège   | Roquetaillade (Roquetaillade-et-Conilhac) |                |
| La Serpent | Conilhac-de-la-Montagne                   | Alet-les-Bains |
|            | Antugnac                                  |                |

### Géologie et relief
Conilhac-de-la-Montagne se situe en zone de sismicité 2 (sismicité faible).

## Histoire

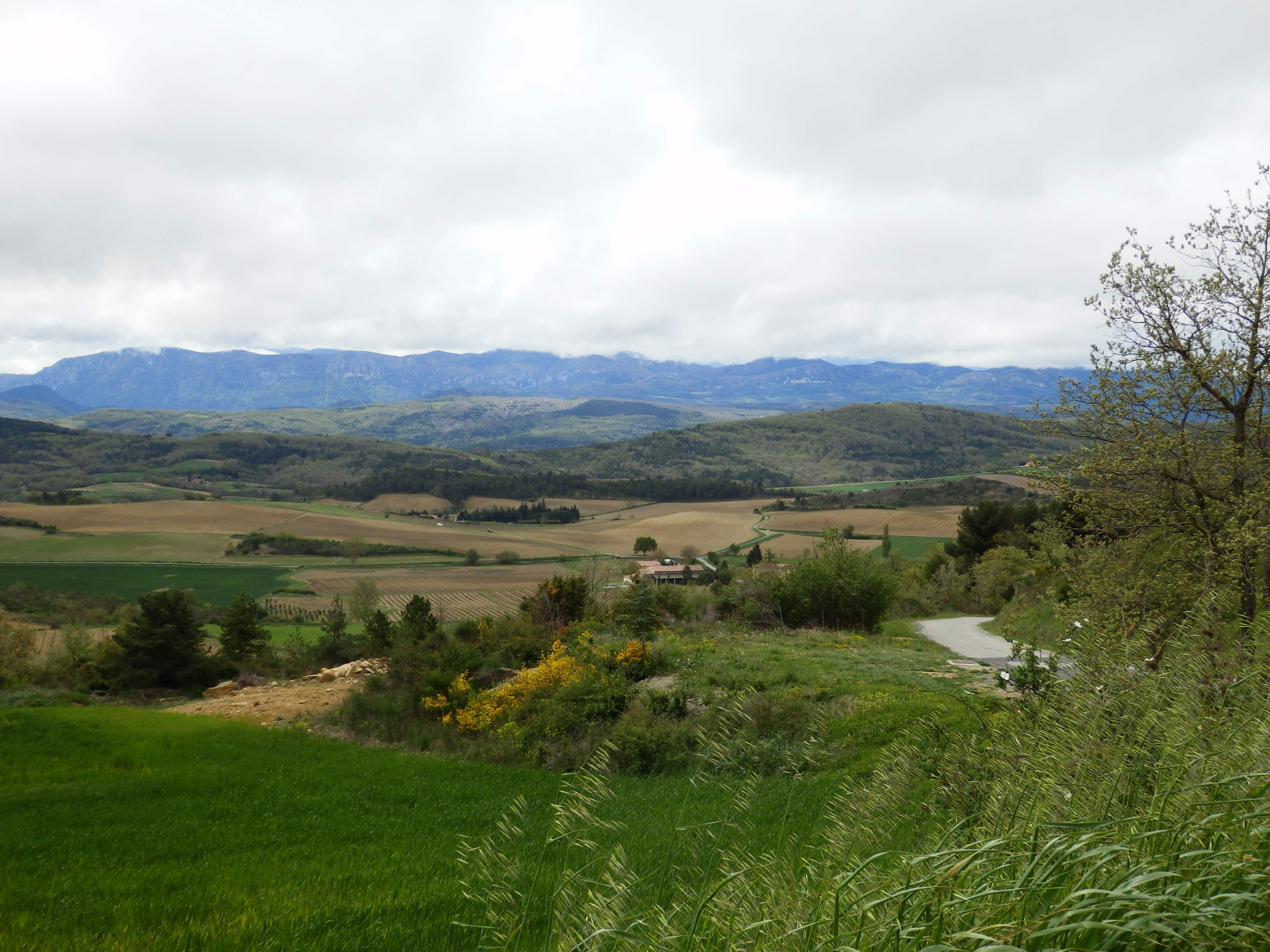
Paysage à proximité de Conilhac-de-la-Montagne

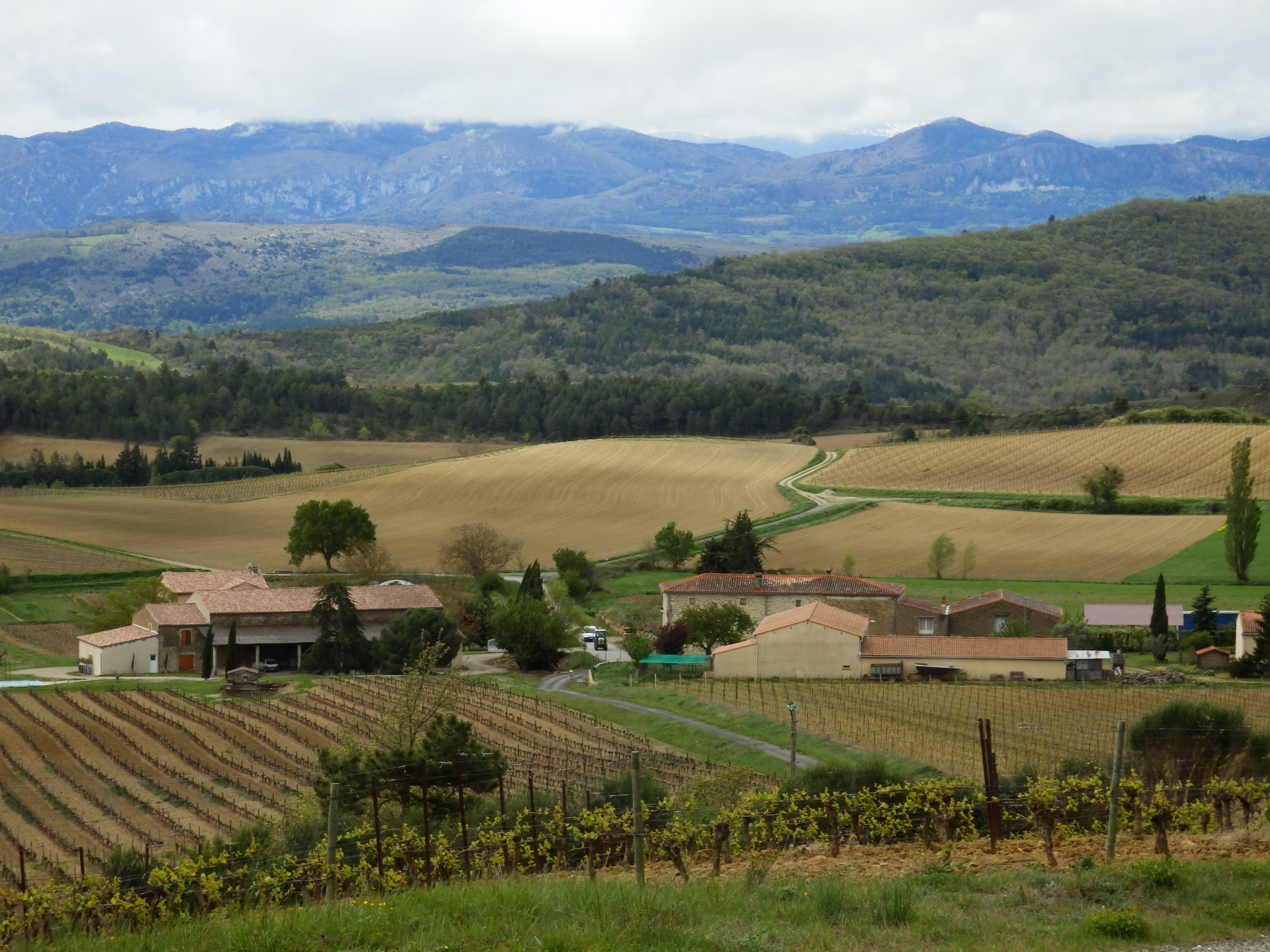
Paysage et bâtiments à proximité de Conilhac-de-la-Montagne

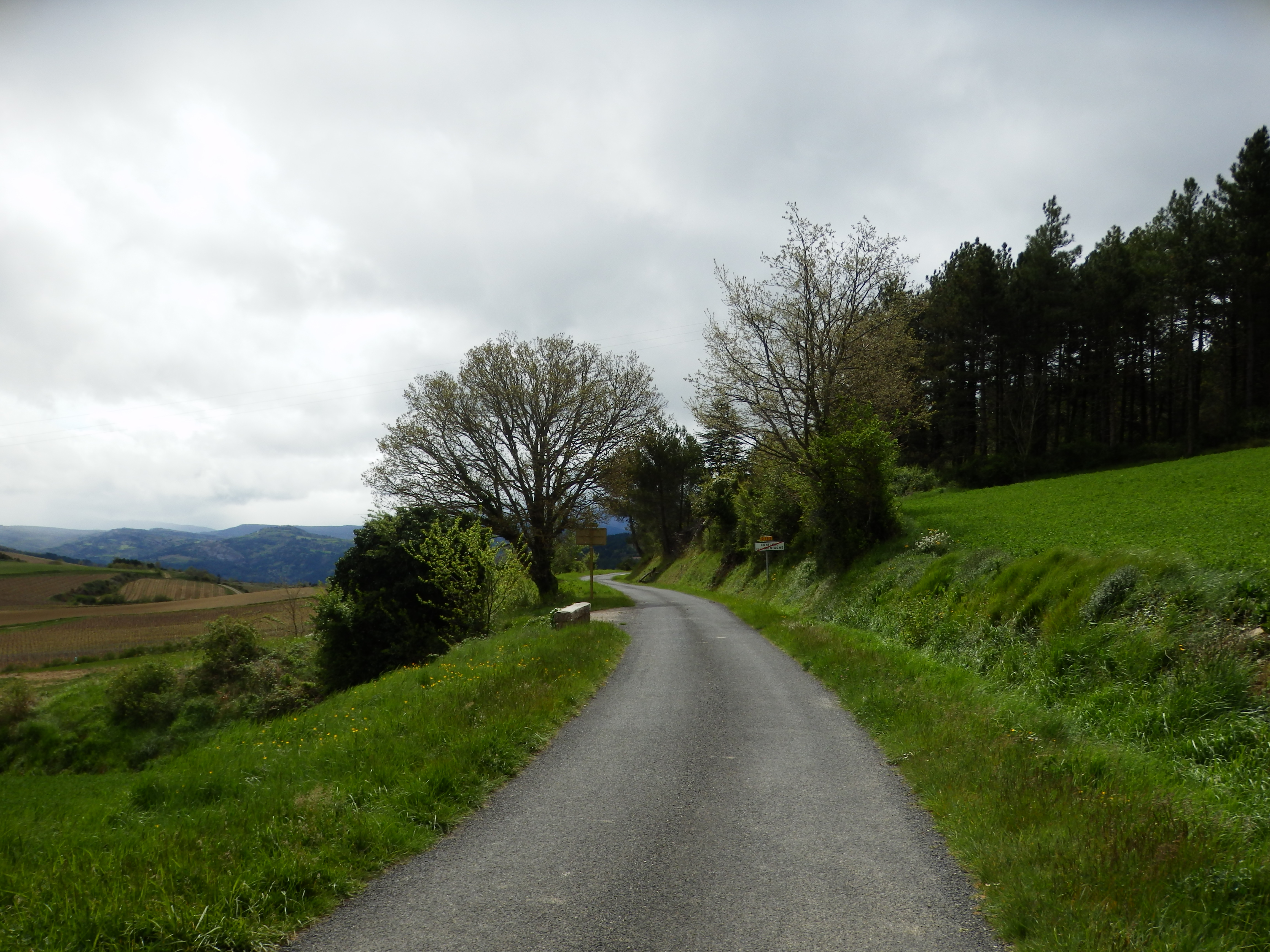
La D152 à Conilhac-de-la-Montagne

Le nom de cette commune provient d'un ancien habitat gaulois, appartenant à Conn, prénom celtique signifiant "chef", romanisé en Connius. Le suffixe "ac" également d'origine celtique (iacos) signifie "appartenant à" (cf. P.-Y. LAMBERT "La Langue gauloise", éd. Errance 1994). Conilhac de la Montagne est donc "le domaine de Conn", tout comme Conilhac-Corbières mais aussi tous les lieux appelés Cognac. Le prénom Conn fut porté notamment par un célèbre roi irlandais "Conn aux cent batailles". Fréquent en Irlande, il est encore usuel comme patronyme en Languedoc, le plus souvent sous la forme "Connes". 
Durant la période d'avant la Révolution, après avoir été détenue par d'autres familles de la Province, la seigneurie de Cornilhac appartient à la Famille Dax, une très ancienne famille originaire de Carcassonne qui donna plusieurs consuls de la Cité au Moyen Âge et resta présente à Axat jusqu'à l'orée du XXe siècle. Cette famille est celle des seigneurs d'Axat, d'Artigues (Aude), de Cailla, La Serpent, Le Clat, Leuc, Trèbes et autres places.
Au début du XXe siècle, une famille de Couiza portait encore le nom de "Connes", comme on peut le voir sur une publicité peinte sur le mur d'une maison. Ce nom s'est répandu jusqu'en Narbonnais.
Le 1er janvier 2019, la commune fusionne avec Roquetaillade pour former la commune nouvelle de Roquetaillade-et-Conilhac dont la création est actée par arrêté du préfet de l'Aude en date du 5 décembre 2018.

## Politique et administration
| Période                                  | Période  | Identité           | Étiquette | Qualité |
| ---------------------------------------- | -------- | ------------------ | --------- | ------- |
| avant 1981                               | 1983     | Irénée Caverivière | PS        |         |
| 1983                                     | ?        | Léon-Henri Gondal  | PS        |         |
| mars 2001                                | En cours | Jean-Paul Canet    | PS        |         |
| Les données manquantes sont à compléter. |          |                    |           |         |

## Démographie
| 1793 | 1800 | 1806 | 1821 | 1831 | 1836 | 1841 | 1846 | 1851 |
| ---- | ---- | ---- | ---- | ---- | ---- | ---- | ---- | ---- |
| 103  | 102  | 111  | 117  | 118  | 128  | 110  | 130  | 116  |

| 1856 | 1861 | 1866 | 1872 | 1876 | 1881 | 1886 | 1891 | 1896 |
| ---- | ---- | ---- | ---- | ---- | ---- | ---- | ---- | ---- |
| 110  | 116  | 115  | 107  | 111  | 109  | 114  | 101  | 102  |

| 1901 | 1906 | 1911 | 1921 | 1926 | 1931 | 1936 | 1946 | 1954 |
| ---- | ---- | ---- | ---- | ---- | ---- | ---- | ---- | ---- |
| 102  | 120  | 98   | 71   | 72   | 81   | 74   | 55   | 60   |

| 1962 | 1968 | 1975 | 1982 | 1990 | 1999 | 2006 | 2007 | 2012 |
| ---- | ---- | ---- | ---- | ---- | ---- | ---- | ---- | ---- |
| 62   | 57   | 54   | 55   | 51   | 45   | 54   | 55   | 65   |

| 2016 | - | - | - | - | - | - | - | - |
| ---- | - | - | - | - | - | - | - | - |
| 66   | - | - | - | - | - | - | - | - |

## Culture locale et patrimoine

### Lieux et monuments

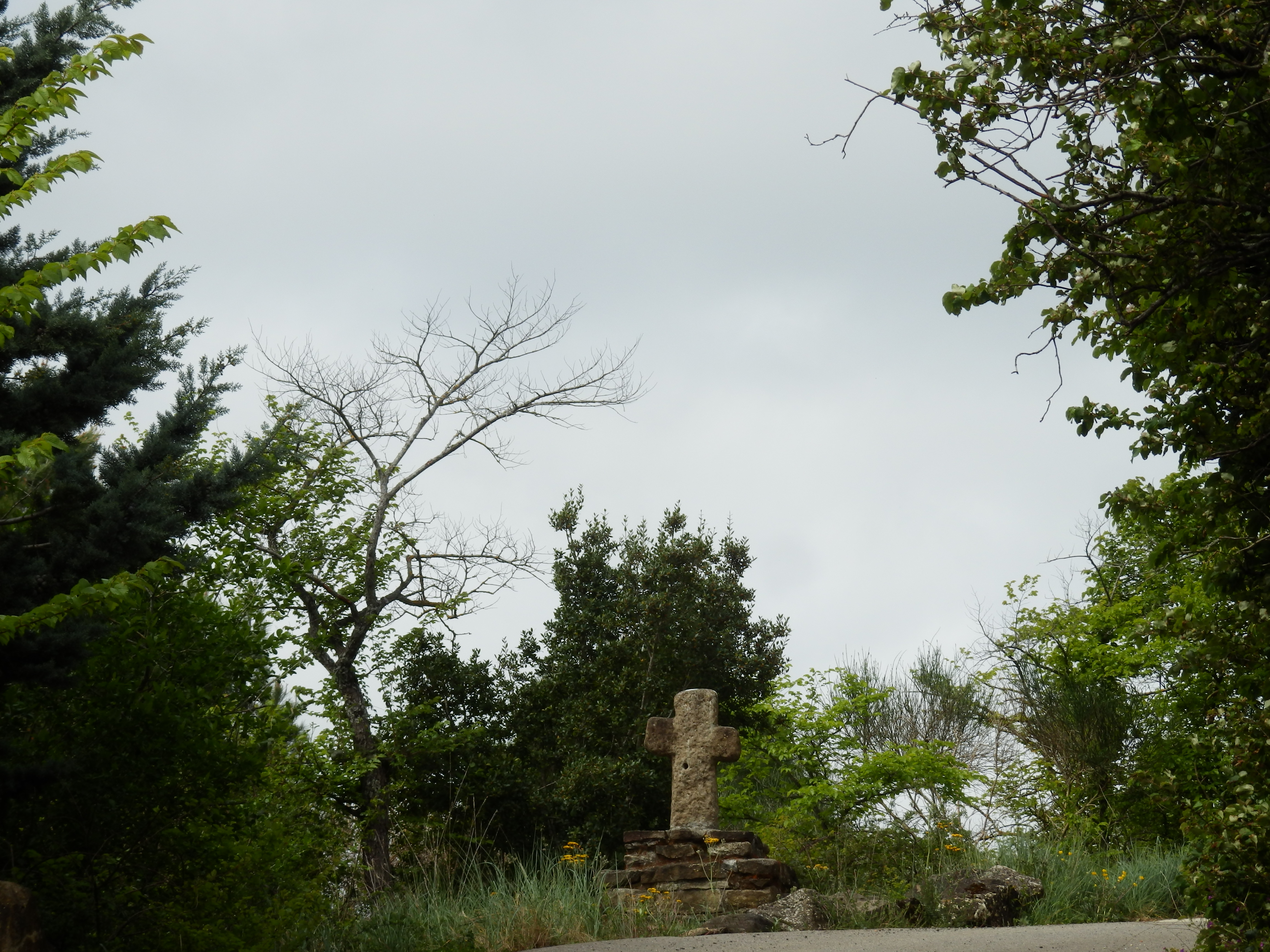
Calvaire à Conilhac-de-la-Montagne

- Calvaire

### Personnalités liées à la commune
- La famille Dax, fut liée à Cornilhac, lorsque ses représentants en devinrent seigneurs. Parmi les membres de cette très ancienne famille originaire de Carcassonne[3] qui donna plusieurs consuls de la Cité au Moyen Âge et resta présente en Haute vallée de l'Aude jusqu'à l'orée du XXe siècle où elle possédait de nombreuses seigneuries, notamment celle d' Axat, s'est notamment distingué Jean Dax seigneur de La Serpent, d'Axat et autres places, conseiller, grand chambellan du roi Charles VIII et Grand prévôt des maréchaux de France au royaume de Sicile. Cette famille est celle des seigneurs d'Axat, d'Artigues (Aude), de Cailla, Le Clat, La Serpent, Leuc, Trèbes et autres places[4].

### Héraldique
| Blason de Conilhac-de-la-Montagne | Blason  | Parti de sable et d'or à la bande de l'un en l'autre. |
| Blason de Conilhac-de-la-Montagne | Détails | Le statut officiel du blason reste à déterminer.      |